# Danh sách trường đại học, cao đẳng và trung cấp tại Thanh Hóa
Trường đại học, học viện và viện hàn lâm là các cơ sở giáo dục bậc cao đào tạo các bậc đại học và sau đại học, mang tính mở. Thành tích trong đào tạo, nghiên cứu khoa học, danh giá với nhà tuyển dụng, phạm vi ảnh hưởng của trường và thành tích cựu sinh viên tạo nên uy tín học thuật của một trường đại học. Theo chiều dài lịch sử, trường đại học đầu tiên tại Việt Nam được thành lập từ năm 1076, dạy Nho giáo. Tiếp nối theo đó, đại học theo thiết chế hiện đại đầu tiên của Việt Nam cũng như 5 nước Bán đảo Đông Dương được thành lập từ năm 1907 mang tên Viện Đại học Đông Dương (Đại học Quốc gia Hà Nội ngày nay).
Các cơ sở giáo dục đại học tại Việt Nam gồm các Hệ thống trường đại học tập hợp nhiều trường đại học thành viên cùng các trường đại học chuyên ngành, đa ngành và học viện, với Hà Nội là đầu tàu về giáo dục. Đối với các trường đại học công lập có hai cơ chế hoạt động chính đó là nhà nước kiểm soát và tự chủ. Với cơ chế tự chủ các trường đại học sẽ được quyền chủ động về vấn đề nhân sự, chương trình đào tạo, hoạt động nghiên cứu khoa học và tài chính vì vậy nhà nước giảm ngân sách cấp cho nhóm trường này. Tuy vậy theo báo cáo tổng kết 5 năm thực hiện Nghị quyết 29 Trung ương Đảng của Bộ Giáo dục và Đào tạo cho biết, tổng quyết toán chi ngân sách cho hệ thống giáo dục công lập cho năm gần nhất đã là 248 nghìn tỉ đồng.
Đối với đại học tư thục, từ năm 1988 Đảng và Nhà nước đã có chủ trương xã hội hóa giáo dục, cấp phép cho đại học tư thục được hoạt động. Đại học tư thục là một doanh nghiệp kinh doanh dịch vụ giáo dục được kiểm soát và quản lý bởi một cá nhân hoặc một tổ chức trong hoặc ngoài nước, có quyền tự quyết về hoạt động kinh doanh của mình. Nhưng tự do trong kinh doanh giáo dục để lại bất cập về chất lượng nên dựa trên kết quả đào tạo thực tiễn, kể từ ngày 17/04/2009 theo quyết định số 61/2009/QĐ-TTg của Thủ tướng Chính phủ Bộ Giáo dục và Đào tạo đã áp chế quy định ngừng cấp phép đào tạo nhóm ngành giáo dục, luật, chính trị, báo chí, công an, quân đội cho các trường đại học tư thục.
Học viện hay viện hàn lâm là mô hình giáo dục được phát triển từ đại học, ra đời sau này. So với đại học, học viện và viện hàn lâm chú trọng nghiên cứu hơn. Viện hàn lâm là cơ sở giáo dục bậc cao cấp cao nhất, thành viên của viện hàn lâm thường bao gồm những cá nhân xuất chúng trong những lĩnh vực có liên quan, những người được các thành viên khác bầu chọn, hoặc được chính phủ bổ nhiệm, chỉ đào tạo bậc sau đại học. Giá trị văn bằng được cấp bởi đại học và học viện là tương đương nhau.
Theo quy định về thời gian đào tạo ở bậc đại học của Bộ Giáo dục và Đào tạo, thời gian đào tạo bậc đại học là 04 năm, 05 năm hoặc 07 năm và sau đại học từ 02 đến 04 năm tuỳ theo ngành đào tạo.

## Danh sách bậc đại học
| Tên chính thức                                             | Chuyên ngành               | Thời gian thành lập | Địa chỉ             | Loại hình | Đơn vị chủ quản                |
| ---------------------------------------------------------- | -------------------------- | ------------------- | ------------------- | --------- | ------------------------------ |
| Đại học Hồng Đức                                           | đa ngành                   | 1997                | Thành phố Thanh Hóa | Công lập  | Ủy ban nhân dân tỉnh Thanh Hóa |
| Đại học Văn hóa, Thể thao và Du lịch Thanh Hóa             | văn hoá, thể thao, du lịch | 1967                | Thành phố Thanh Hóa | Công lập  | Ủy ban nhân dân tỉnh Thanh Hóa |
| Phân hiệu Trường Đại học Công nghiệp Thành phố Hồ Chí Minh | Đa ngành                   | 2007                | Thành phố Thanh Hóa | Công lập  | Bộ Công thương                 |
| Phân hiệu Trường Đại học Y Hà Nội                          | Y - Dược                   | 2014                | Thành phố Thanh Hóa | Công lập  | Bộ Y tế                        |
| Phân hiệu Đại học Tài nguyên và Môi trường Hà Nội          | Đa ngành                   | 2018                | Thị Xã Bỉm Sơn      | Công lập  | Bộ Tài nguyên và Môi trường    |

## Danh sách bậc cao đẳng và cao đẳng nghề
| Tên chính thức                                                                                              | Chuyên ngành                                          | Thời gian thành lập | Địa chỉ                       | Loại hình               | Đơn vị chủ quản                                                      |
| --- | ----------------------------------------------------- | ------------------- | ----------------------------- | ----------------------- | -------------------------------------------------------------------- |
| Cao đẳng Y tế Thanh Hóa                                                                                     | Y tế                                                  | 1981                | Thành phố Thanh Hóa           | Công lập                | Ủy ban nhân dân tỉnh Thanh Hóa                                       |
| Cao đẳng Thể dục thể thao Thanh Hóa                                                                         | Thể dục thể thao                                      | 1966                | Thành phố Thanh Hóa           | Công lập                | Ủy ban nhân dân tỉnh Thanh Hóa                                       |
| Cao đẳng Tài nguyên và Môi trường Miền Trung (Đã được sáp nhập vào Đại học Tài nguyên và Môi trường Hà Nội) | Tài nguyên và môi trường                              | 2008                | Thị xã Bỉm Sơn                | Công lập                | Bộ Tài nguyên và Môi trường                                          |
| Cao đẳng Kinh tế Kỹ thuật Công thương                                                                       | Kinh tế, Thương mại, Dịch vụ, Kỹ thuật và Công nghiệp | 14/12/1962          | Thành phố Thanh Hóa           | Công lập                | Bộ Công Thương                                                       |
| Cao đẳng Nông Lâm Thanh Hóa                                                                                 | Trồng trọt Nông lâm nghiệp, chăn nuôi thú y           | 17/3/2014           | Triệu Sơn                     | Công lập                | Bộ Giáo dục và đào tạo                                               |
| Cao đẳng nghề Nông nghiệp và Phát triển Nông thôn Thanh Hóa                                                 | Nông lâm nghiệp, thủy sản                             | 03/03/2014          | Thành phố Thanh Hóa           | Công lập                | Ủy ban nhân dân tỉnh Thanh Hóa                                       |
| Cao đẳng nghề Lilama 1                                                                                      | Bộ công thương                                        | 2008                | Thị xã Bỉm Sơn                | Công lập                | Bộ công thương                                                       |
| Cao đẳng nghề Công nghiệp Thanh Hóa                                                                         | Kỹ thuật công nghiệp                                  | 2006                | Thành phố Thanh Hóa           | Cao đẳng nghề, công lập | Bộ Lao động thương binh và Xã hội                                    |
| Cao đẳng nghề Nghi Sơn                                                                                      | Điện CN, Cơ Khí, May, KT                              | 2015                | Huyện Tĩnh Gia                | Cao đẳng nghề, công lập | Ủy ban nhân dân tỉnh Thanh Hóa                                       |
| Cao đẳng nghề Lam Kinh                                                                                      | Đa ngành nghề                                         | 2009                | Thành phố Thanh Hóa, Thọ Xuân | Cao đẳng nghề, Tư thục  | Bộ Lao động thương binh và Xã hội. Công ty cổ phần mía đường Lam Sơn |
| Cao đẳng nghề An Nhất Vinh                                                                                  | Công nghiệp                                           | 16/2/2012           | Thành phố Thanh Hoá           | Dân lập                 | ?                                                                    |
| Cao đẳng Y - Dược Hợp Lực                                                                                   | Y - Dược                                              | 01/2018             | Thành phố Thanh Hoá           | Dân lập                 | Tổng công ty cổ phần Hợp Lực                                         |
| Cao đẳng Y dược Thăng Long                                                                                  | Y - Dược                                              | 12/2018             | Thành phố Thanh Hoá           | Công lập                |                                                                      |

## Đề án Sắp xếp các cơ sở giáo dục
Theo quyết định số Số: 5433 /QĐ-UBND Tỉnh Thanh Hoá
1. Sáp nhập Trường Cao đẳng nghề Nông nghiệp và Phát triển nông thôn vào Trường Cao đẳng Nông Lâm và lấy tên là Trường Cao đẳng Nông nghiệp Thanh Hóa.
Trụ sở chính: Số Km 16 - Quốc lộ 47, xã Dân Quyền, huyện Triệu Sơn, tỉnh Thanh Hóa.
- Cơ sở đào tạo khác: 104 đường Bạch Đằng, phường Quảng Hưng, thành phố Thanh Hóa, tỉnh Thanh Hóa.
2. Sáp nhập Trường Trung cấp nghề Xây dựng và Trường Trung cấp Phát thanh - Truyền hình vào Trường Cao đẳng nghề Công nghiệp và lấy tên là Trường Cao đẳng Công nghiệp Thanh Hóa.
Trụ sở chính: Số 64 Đình Hương, phường Đông Cương, thành phố Thanh Hóa, tỉnh Thanh Hóa.

## Dự bị Đại học
| Tên chính thức                     | Đào tạo         | Thời gian thành lập | Địa chỉ | Loại hình | Đơn vị chủ quản        |
| ---------------------------------- | --------------- | ------------------- | ------- | --------- | ---------------------- |
| Dự bị Đại học Dân tộc Trung ương 2 | Bổ túc trình độ | 2003                | Sầm Sơn | Công lập  | Bộ Giáo dục và Đào tạo |

## Trung học chuyên nghiệp và nghề
| Tên chính thức                                               | Chuyên ngành                | Ngày thành lập | Địa chỉ                          | Loại hình                | Đơn vị chủ quản                |
| ------------------------------------------------------------ | --------------------------- | -------------- | -------------------------------- | ------------------------ | ------------------------------ |
| Trung cấp nghề số 1 Thành phố Thanh Hóa                      | Dạy nghề - Dịch vụ          | 2012           | Thành phố Thanh Hóa              | Công lập                 | ủy ban nhân dân TP Thanh Hóa   |
| Trung cấp Xây dựng Thanh Hóa                                 | Xây dựng                    | ?              | Thị xã Bỉm Sơn                   | Công lập                 | Bộ Xây dựng                    |
| Trung cấp nghề Phát thanh- Truyền hình Thanh Hóa             | Kỹ thuật truyền thông       | ?              | thành phố sầm sơn                | Trung cấp nghề, công lập | ủy ban nhân dân tỉnh Thanh Hóa |
| Trung cấp nghề Miền núi Thanh Hóa                            | Đa ngành                    | ?              | Ngọc Lặc                         | Trung cấp nghề, công lập | ủy ban nhân dân tỉnh Thanh Hóa |
| Trung cấp nghề Thương mại và Du lịch Thanh Hóa               | Thương mại, du lịch         | ?              | Thành phố Thanh Hóa              | Công lập                 | ủy ban nhân dân tỉnh Thanh Hóa |
| Trung cấp nghề Thanh, thiếu niên đặc biệt khó khăn Thanh Hóa | đa ngành                    | ?              | Thành phố Thanh Hóa              | Công lập                 | ủy ban nhân dân tỉnh Thanh Hóa |
| Trung cấp nghề Kỹ nghệ Thanh Hoá                             | Thủ Công nghiệp             | ?              | Thành phố Thanh Hóa              | Công lập                 | ủy ban nhân dân tỉnh Thanh Hóa |
| Trung cấp nghề Bỉm Sơn                                       | Công nghiệp                 | ?              | Thị xã Bỉm Sơn                   | Công lập                 | ủy ban nhân dân tỉnh Thanh Hóa |
| Trung cấp nghề Nga Sơn                                       | Công, nông, lâm, ngư nghiệp | 2008           | TK3 - TT Nga Sơn                 | Công lập                 | ủy ban nhân dân tỉnh Thanh Hóa |
| Trung cấp Đức Thiện                                          | đa ngành                    | 2009           | Thành phố Thanh Hóa              | Công lập                 | ủy ban nhân dân tỉnh Thanh Hóa |
| Trung cấp nghề Giao thông - vận tải Thanh Hóa                | Giao thông, vận tải         | ?              | Thành phố Thanh Hóa              | Công lập                 | ủy ban nhân dân tỉnh Thanh Hóa |
| Trung cấp nghề Hưng Đô (Trực thuộc Tổng công ty Hưng Đô)     | Đa ngành                    | 2008           | Thiệu Đô - Thiệu Hóa - Thanh Hóa | Tư Thục                  | ủy ban nhân dân tỉnh Thanh Hóa |
| Trung cấp Tư thục Bách nghệ Thanh Hóa                        | ?                           | ?              | Thành phố Thanh Hóa              | Tư Thục                  | ?                              |
| Trung cấp Tư thục Việt Trung                                 | Công nghiệp nhẹ             | ?              | Quảng Xương                      | Tư Thục                  | ?                              |
| Trung cấp Tư thục Lam Sơn                                    | kinh tế                     | ?              | Thành phố Thanh Hoá              | Tư Thục                  | ?                              |
| Trung cấp Văn Hiến                                           | Y, Dược                     | 2009           | Thành phố Thanh Hoá              | Tư Thục                  | Công ty Cổ phần Minh Tân       |
| Trung cấp Kinh tế Kỹ thuật VISTCO                            | đa ngành                    | 2004           | Thành phố Thanh Hoá              | Dân lập                  | Tập đoàn VISTCO                |